# (30953) 1994 PZ17
1994 بي زد 17 (ويعرف أيضًا باسم (30953) 1994 بي زد 17 وفق تسمية الكوكب الصغير) (بالإنجليزية: 1994 PZ17)‏ هو كويكب ضمن حزام الكويكبات؛ وترتيبه 30953 من حيث الاكتشاف.
اكتُشف هذا الجُرم الفلكي بواسطة إيريك والتر إلست في 10 أغسطس 1994.

## وصلات خارجية
- (30953) 1994 PZ17 في قاعدة بيانات مختبر الدفع النفاث لأجرام النظام الشمسي الصغيرة

- الاكتشاف · مخطط المدار ·  العناصر المدارية · المعلمات المادية

- (30953) 1994 PZ17 على موقع ويكي سكاي: DSS2, SDSS, GALEX, IRAS, Hydrogen α, X-Ray, Astrophoto, Sky Map, Articles and images